# Oxid železitý
Oxid železitý (Fe2O3) je sloučenina trojmocného železa s kyslíkem. Limonit (hnědel) je hydratovaný oxid železitý. Vyskytuje se nejčastěji v α krystalické modifikaci jako hnědočervený prášek. V přírodě se vyskytuje jako minerál hematit. V této fázi má klencovou strukturu (romboedrickou), antiferomagnetické vlastnosti a při zahřívání na 675 °C přechází na modifikaci β. Modifikace β je důsledkem laboratorní syntézy a oxid v ní má ferromagnetické vlastnosti. Má kubickou prostorově centrovanou mřížku a při teplotě 775 °C přechází na modifikaci γ. V modifikaci γ, která má kubickou symetrickou mřížku, se oxid železitý nachází např. v minerálu maghemitu. V této modifikaci je ferrimagnetický a při snížení teploty samovolně přechází do modifikace β. Hydratovaný oxid železitý je také složkou rzi.
Jedno z použití oxidu železitého bylo při výrobě audiokazet a magnetických pásků obecně. V práškové formě se používá v pyrotechnické směsi s práškovým hliníkem, označované jako termit.
2 Al + Fe2O3 → 2 Fe + Al2O3